# Luftvärnsskolan
Luftvärnsskolan (LvS) eller Ilmatorjuntakoulu (ItK) var en truppslagsskola för luftvärnet inom finländska armén som verkade i olika former åren 1940–2007. Förbandsledningen var förlagd i Tusby garnison i Tusby.

## Historik
Luftvärnsskolan bildades den 1 augusti 1940 i Sandhamn i Helsingfors. År 1963 omlokaliserades skolan till Tusby och Skavaböle, dit Helsingfors luftvärnsregemente hade omlokaliserats redan 1957. Den 31 augusti 1987 upphörde skolan som en självständig enhet, då den 1 september 1987 uppgick och blev en del av Helsingfors luftvärnsregemente. Den 17 mars 2005 meddelade dock försvarsministeriet att Helsingfors luftvärnsregemente i Tusby skulle läggs ner och omlokaliseras till Tavastehus, för att där samlokaliseras med Pansarbrigaden. Beslutet medförde samtidigt att Luftvärnsskolan avvecklades och uppgick och blev en del av Luftkrigsskolan i Tikkakoski, detta som en del av en tidigare strukturförändring av försvarsmakten.

## Förläggningar och övningsplatser
Åren 1940–1963 var skolan förlagd till Sandhamn utanför Helsingfors, men förflyttades 1963 till Tusby. Från 2007 är skolan en del av samlokaliserat med Luftkrigsskolan i Jyväskylä garnison i Tikkakoski.

## Förbandschefer
Förbandschefen tituleras skolchef och hade åren 1945–2006 tjänstegraden överstelöjtnant.

- 1940–1941: Överste Eino Tuompo
- 1945–1953: Överstelöjtnant Aaro Astola
- 1953–1956: Överstelöjtnant Jalmari Lapinleimu
- 1956–1963: Överstelöjtnant Olavi Seppälä
- 1963–1964: Överstelöjtnant Paavo Viiri
- 1964–1965: Överstelöjtnant Veikko Järvelä
- 1965–1969: Överstelöjtnant Lauri Pamppunen
- 1969–1971: Överstelöjtnant Veikko Rantalainen
- 1971–1973: Överstelöjtnant Eino Vainio
- 1973–1975: Överstelöjtnant Raino Ahonen
- 1975–1976: Överstelöjtnant Rauli Helminen
- 1976–1981: Överstelöjtnant Tysse Raatikainen
- 1981–1984: Överstelöjtnant Mikko Virrankoski
- 1984–1986: Överstelöjtnant Pentti Toivonen
- 1986–1991: Överstelöjtnant Jaakko Hirva
- 1991–1992: Överstelöjtnant Kalervo Sipi
- 1992–1996: Överstelöjtnant Risto Tyrväinen
- 1996–1998: Överstelöjtnant Rauli Korpela
- 1998–2000: Överstelöjtnant Risto Häkkinen
- 2000–2003: Överstelöjtnant Antti Arpiainen
- 2003–2004: Överstelöjtnant Rauno Lankila
- 2004–2004: Överstelöjtnant Pekka Helastära [a]
- 2004–2006: Överstelöjtnant Hannu Kylmäniemi

## Namn, beteckning och förläggningsort
| Luftvärnsskolan | 1940-08-01 | – | 2006-08-31 |

| LvS/ItK | 1940-08-01 | – | 2006-08-31 |

| Sveaborg (F)       | 1940-08-01 | – | 1963-??-?? |
| Tusby garnison (F) | 1963-??-?? | – | 2006-08-31 |